# Pristomyrmex castaneicolor
Pristomyrmex castaneicolor är en myrart som beskrevs av Horace Donisthorpe 1949. Pristomyrmex castaneicolor ingår i släktet Pristomyrmex och familjen myror. Inga underarter finns listade i Catalogue of Life.